# Serjania rubicaulis
Serjania rubicaulis är en kinesträdsväxtart som beskrevs av George Bentham och Ludwig Radlkofer. Serjania rubicaulis ingår i släktet Serjania och familjen kinesträdsväxter. Inga underarter finns listade i Catalogue of Life.